# Dendromus kahuziensis
Dendromus kahuziensis és una espècie de mamífer rosegador de la família dels nesòmids. És endèmic del mont Kahuzi (República Democràtica del Congo), on viu a altituds d'entre 1.900 i 2.100 msnm. El seu hàbitat natural són els boscos montans i de bambú. Està amenaçat per la caça furtiva i la crema il·legal de vegetació. El seu nom específic, kahuziensis, significa ‘del mont Kahuzi’ en llatí.